# Abdul Rahman (roi de Malaisie)
Abdul Rahman de Negeri Sembilan, né le 24 août 1895 à Seri Menanti et mort le 1er avril 1960 à Kuala Lumpur, est sultan de l'État de Negeri Sembilan de 1933 à sa mort et roi de Malaisie de 1957 à sa mort.